# أشلي وود
أشلي وود (بالإنجليزية: Ashley Wood)‏ هو فنان قصص مصورة أسترالي، ولد في 1971 في برث في أستراليا.

## وصلات خارجية
- أشلي وود على موقع IMDb (الإنجليزية)
- أشلي وود على موقع قاعدة بيانات الفيلم (الإنجليزية)

- الموقع الرسمي